# فريبورت-ماكموران
فريبورت-ماكموران (بالإنجليزية: Freeport-McMoRan)‏ هي شركة أمركية متخصصة في التعدين؛ ويعود تأسيس الشركة إلى سنة 1912، ويقع مقرها في مدينة فينيكس عاصمة ولاية أريزونا الأمريكية.
الشركة مدرجة في في عدد من البورصات العالمية؛ مثل بورصة نيويورك.
للشركة نشاطات تعدينية في عدد من دول العالم، وتقوم بالتنقيب عن النفط بالإضافة إلى تعدين الذهب وعدد من الفلزات الثمينة مثل النحاس والموليبدنوم.